# Ninjas in Pyjamas
Ninjas in Pyjamas (NIP) é uma organização de esportes eletrônicos da Suécia que é mais conhecida por suas equipes de Counter-Strike. No League of Legends, competem pela League of Legends Pro League da China. Em 2012, a equipe se reformou com uma formação de Counter-Strike: Global Offensive após o lançamento do jogo. Além do Counter-Strike, a organização possui equipes em Valorant, Rainbow Six Siege, FIFA e Rocket League. Anteriormente, eles tinham equipes em Fortnite Battle Royale, Overwatch, PlayerUnknown's Battlegrounds e Paladins.

## História
A NiP foi formada em junho de 2000, tendo inciado seu sucesso a partir de 2001. A equipe competiu no Counter-Strike 1.6 até a sua dissolução em 2007. Em 2012, a equipe retornou com um renomado time de Counter-Strike: Global Offensive.
Em 10 de agosto de 2012, NiP anunciou oficialmente a troca das competições de Counter-Strike 1.6 para Counter-Strike: Global Offensive. Em janeiro de 2015, o NiP montou uma line-up para disputar campeonatos no Dota 2 formado pelos jogadores Simon ”Handsken” Haag, Elias ”Sealkid” Merta, Adrian ”Era” Kryeziu, Joel ”Apemother” Larsson, Jonas ”jonassomfan” Lindholm.

### Fundação e história inicial (2000–2002)
Em junho de 2000, Tommy "Potti" Ingemarsson e Tootzi fundaram a NiP como um clã baseado em LAN. Com o tempo, mais jogadores se juntaram e a NiP começou a deixar sua marca no cenário sueco de Counter-Strike. Várias vitórias em competições e ligas offline on-line e menores asseguraram sua reputação como o melhor clã sueco. O clan anterior da NiP mudou de nome várias vezes e jogou em vários campeonatos LAN(off-line). O primeiro evento notável de LAN foi na CPL Cologne em dezembro, colocando um respeitável 4º lugar apesar de alguns jogadores não poderem comparecer e precisarem de várias substituições. Depois de vencer o grande torneio Babbages CPL em Dallas, Texas, vários jogadores saíram e novos jogadores se juntaram depois, mais notavelmente Emil "Heaton" Christensen e Jørgen "XeqtR" Johannessen. Uma súbita divisão da equipe que espalhou os principais jogadores do NiP em duas equipes rivais se seguiu. As duas equipes rivais se enfrentaram em Amsterdã para a CPL Holanda em 2001, onde ambas as equipes chegaram às finais do torneio. Após o evento, uma nova NiP foi formada, formado por HeatoN, Potti, MedioN, Hyb e XeqtR. Logo após o XeqtR ser removido e Michael "ahl" Korduner e Vesslan foram escolhidos. Depois que eles ganharam o Campeonato Mundial da CPL, o XeqtR voltou para a equipe. A NiP tinha uma formação de 7 pessoas de curta duração, quando Vesslan foi removido rápidamente, seguido por MedioN se aposentando e Hyb ficando inativo. Com seu novo 5º player ScreaM e 6º player Drácula, a NiP ganharia mais dois eventos antes da LAN Birdie final, na qual depois vários jogadores saíram e HeatoN, Potti e XeqtR foram se juntar ao SK Gaming, rompendo contrato com a NiP.

### Reforma da NiP (2005–2007)
Disputas contratuais na SK Gaming levaram a saída de todos os jogadores da equipe. Potti então reformou o NiP no início de 2005, junto com HeatoN, Hyper, ahl, SpawN e fisker. A NiP disputou seu primeiro torneio desde a reforma, mas ficou apenas em 3º lugar na CPL Barcelona. Potti então retornou para a formação principal. Logo após vários jogadores voltaram a SK, deixando a linha atual na época para ser Potti, HeatoN, walle, zet e ins. Eventualmente, Potti e HeatoN começaram a ficar inativos, sendo substituídos por SpawN e RobbaN. NiP passou a jogar mais alguns torneios, chegando em segundo lugar contra o time polonês Pentagram antes que a equipe finalmente se desfizesse novamente.

### Dominio do cenário de CS:GO (2012–2013)
A Ninjas in Pyjamas anunciou seu retorno com uma nova equipe para o mais novo Counter-Strike, Counter-Strike: Global Offensive. NiP assinou com Patrik "f0rest" Lindberg e Christopher "GeT_RiGhT" Alesund da SK Gaming, Richard "Xizt" Landström da Fnatic e dois jogadores do CS: Source, Adam "Friberg" Friberg e Robin "Fifflaren" Johansson. A NiP obteve sua primeira vitória no Global Offensive Online no Go4CS: GO Cup # 6. Eles então participaram e ganharam seu primeiro evento de LAN a DreamHack Valencia 2012, ganhando a final sobre VeryGames.  Os Ninjas, em seguida, disputaram a Electronic Sports World Cup 2012(ESWC 2012), cujo venceram a qualificatória nórdica de forma convincente, não perdendo um único mapa, portanto qualificando-se e tendo sua viagem totalmente paga. A NiP passou pelo grupo sem perder nenhum mapa contra o Area 51 Gaming, mousesports, ProGaming.TD e LowLandLions. Sua tendência de estar invicto continuaria no resto do evento, terminando com um resultado de 2-0 contra VeryGames. Na ESL Major Series Winter Season 2012, a NiP subiu ao topo do seu grupo com uma vitória sobre todas as equipas, excepto para o ASES Club, contra o qual empatou. O próximo evento LAN seria o DreamHack Winter 2012, onde eles ficaram invictos, mais uma vez enfrentando VeryGames na final. A NiP continuou com sua sequência de vitórias até 2012, com a Northcon 2012 sendo seu último evento de LAN do ano. Sendo colocado em um grupo composto por CPLAY, MaxFloPlaY e LowLandLions, a NiP passa invicto e segue para os playoffs, onde ganharia uma ronda nas oitavas-de-final antes de voltar invicto para vencer o torneio sobre o ESC.
Em 2013, após várias vitórias em competições, o NiP teve sua primeira derrota online na EMS One Season Cup # 1 depois de perder para o NJ nas quartas de final. Ao longo da temporada, o NiP ultrapassou as eliminatórias online do SLTV StarSeries V, que terminou como o melhor time com 13 vitórias e apenas uma derrota contra o Virtus.pro. Depois que poucos venceram os eventos da LAN, como o TECHLABS Cup Moscow 2013 e o Copenhagen Games 2013, as StarSeries V Finals foram as próximas. Vindo de um forte desempenho nos Jogos de Copenhague 2013, o NiP também queria continuar com sua LAN. O NiP passou por ESC com uma vitória por 2-0 antes de finalmente ser entregue sua primeira perda de LAN internacional e perda de mapa para o Virtus.pro, terminando a sequência de LANs e mapas do NiP em 87-0.

## Resultados

### Counter-Strike
- 1º lugar CPL Dallas, 2000[5]
- 1º lugar CPL London, 2001[5]
- 1º lugar CPL Berlin, 2001[5]
- 1º lugar CPL World, 2001[5]
- 1º lugar CPL china 2004[5]
- 2º lugar World Cyber Games 2006[6]

### Counter-Strike: Global Offensive
- 1º lugar SteelSeries GO, 2012 [7]
- 1º lugar DreamHack Valencia, 2012 [8]
- 1º lugar ESWC, 2012 [9]
- 1º lugar DreamHack Winter, 2012 [10]
- 1º lugar AMD Sapphire, 2012 [11]
- 1º lugar THOR Open, 2012 [12]
- 1º lugar NorthCon, 2012 [13]
- 1º lugar Mad Catz CS:GO Invitational, 2013 [14]
- 1º lugar TECHLABS Cup, 2013 [15]
- 1º lugar Copenhagen Games, 2013 [16]
- 2º lugar SLTV StarSeries V finals, 2013 [17]
- 1º lugar RaidCall EMS One Spring 2013 Finals, 2013 [18]
- 1º lugar ESEA Invite Season 13 Finals, 2013 [19]
- 1º lugar Svecup Västerås, 2013 [20]
- 1º lugar Swedish Championship, 2013[21]
- 1º lugar DreamHack Summer, 2013[22]
- 1º lugar SLTV StarSeries VI finals, 2013 [23]
- 1º lugar ESEA Invite Season 14 Finals, 2013 [24]
- 1º lugar DreamHack Bucharest, 2013 [25]
- 3º lugar SLTV Starseries VII Finals, 2013 [26]
- 2º lugar RC EMS One Fall Finals, 2013 [27]
- 2º lugar Dreamhack Winter, 2013 [28]
- 1º lugar Fragbite Masters 2013 [29]
- 2nd EMS One Katowice [30]
- 1º lugar Copenhagen Games 2014[31]
- 2º lugar SLTV StarSeries IX [32]
- 1º lugar Mikz Challenge, 2014 [33]
- 1º lugar DreamHack Summer, 2014 [34]
- 5-6º lugar ESEA Invite S16 Global Finals, 2014 [35]
- 1º lugar IronGaming RTX, 2014
- 6-8º lugar Gfinity3 LAN, 2014 [36]
- 1º lugar ESL One Cologne, 2014 [37]
- 2º lugar Dreamhack Winter, 2014 [38]
- 2º lugar MLG X Games Aspen, 2015 [39]
- 1º lugar ASUS ROG Winter, 2015 [40]
- 2º lugar ESL One Katowice, 2015 [41]
- 2º lugar Gfinity Spring Masters 1, 2015 [42]
- 2º lugar SLTV StarSeries XII Finals, 2015 [43]
- 3º lugar CS:GO Championship Series, 2015 [44]
- 2º lugar FACEIT League 2015 Stage 1 Finals, 2015 [45]
- 5-6º lugar Gfinity Spring Masters 2, 2015 [46]
- 3-4º lugar Dreamhack Open Summer, 2015 [47]
- 1º lugar ESPORT-SM CS:GO, 2015 [48]
- 2º lugar Gfinity Summer Masters I, 2015 [49]
- 5-8 ESWC CS:GO, 2015 [50]
- 5-6 FACEIT League 2015 Stage 2, 2015 [51]
- 5-8 ESL One Cologne 2015 [52]

### League of Legends
- 1º lugar Copenhagen Games 2014
- 1º lugar DreamHack Summer 2014

### Dota 2
- 7-8º lugar i-League Season 2, 2015
- 3º lugar Star Ladder Star Series Season 11, 2015
- 1º lugar Alienware Area 51 Dota 2, Cup 2015 [53]
- 3-4 lugar Esportal Invitational 2, 2015
- 1º lugar Esportal Invitational 3, 2015
- 1º lugar Major All Stars Dota 2 Tournament, 2015
- 1º lugar ESPORT-SM DOTA 2, 2015

### Tom Clancy's Rainbow Six Siege
- 2° lugar Six Invitational 2020
- 2° lugar Pro League Latam Season XII
- 3° lugar BR6 2019
- 1° lugar Invitational 2021
- 1° lugar Copa Elite Six 2021